# Jindabyne
Jindabyne är en australisk film från 2006, regisserad av Ray Lawrence och byggd på novellen So Much Water So Close to Home (Med så mycket vatten inpå knutarna) av Raymond Carver. Filmen utspelas och har inspelats i småstaden Jindabyne vid Snowy Mountains i Australien.

## Handling
Stewart Kane och hans tre vänner är ute på en fiskehelg utanför hemstaden Jindabyne. De upptäcker en död aboriginerkvinna i floden. De vill inte avbryta sin fisketur så de binder fast kroppen mot ett träd och fortsätter. Först när de återkommer till Jindabyne efter ett par dagar rapporterar de till polisen. När Kanes hustru Claire får reda på detta blir hon upprörd. Hon förstår inte hans handlande och äktenskapet råkar i gungning.

## Regissören om filmen
- "Jag skulle tro att cirka 40 procent av alla män skulle kunna bete sig ungefär likadant som männen i filmen, medan 100 procent av kvinnorna skulle ta ansvar. Jag är intresserad av ansvarets moraliska dilemma, hur män och kvinnor relaterar till detta. Det finns inneboende olikheter."
- "Det var mycket viktigt att Gabriel Byrne skulle spela huvudrollen, eftersom han har irländska rötter. Engelsmännen "screwed" irländarna och australierna "screwed" aboriginerna, och gör det fortfarande."[1]

## Rollista, urval
- Stewart Kane, bilmekaniker av irländskt ursprung - Gabriel Byrne
- Claire Kane - Laura Linney
- Gregory - Chris Haywood
- Jude - Deborrah Lee Furness
- Carl - John Howard
- Carmel - Leah Purcell

## Kuriosa
- Samma novell finns också invävd i filmen Short Cuts som bygger på flera noveller av Raymond Carver.
- "Det krävdes två års övertalning för att få Australiens urinvånare att medverka i filmen."[1]